# 센니치마에

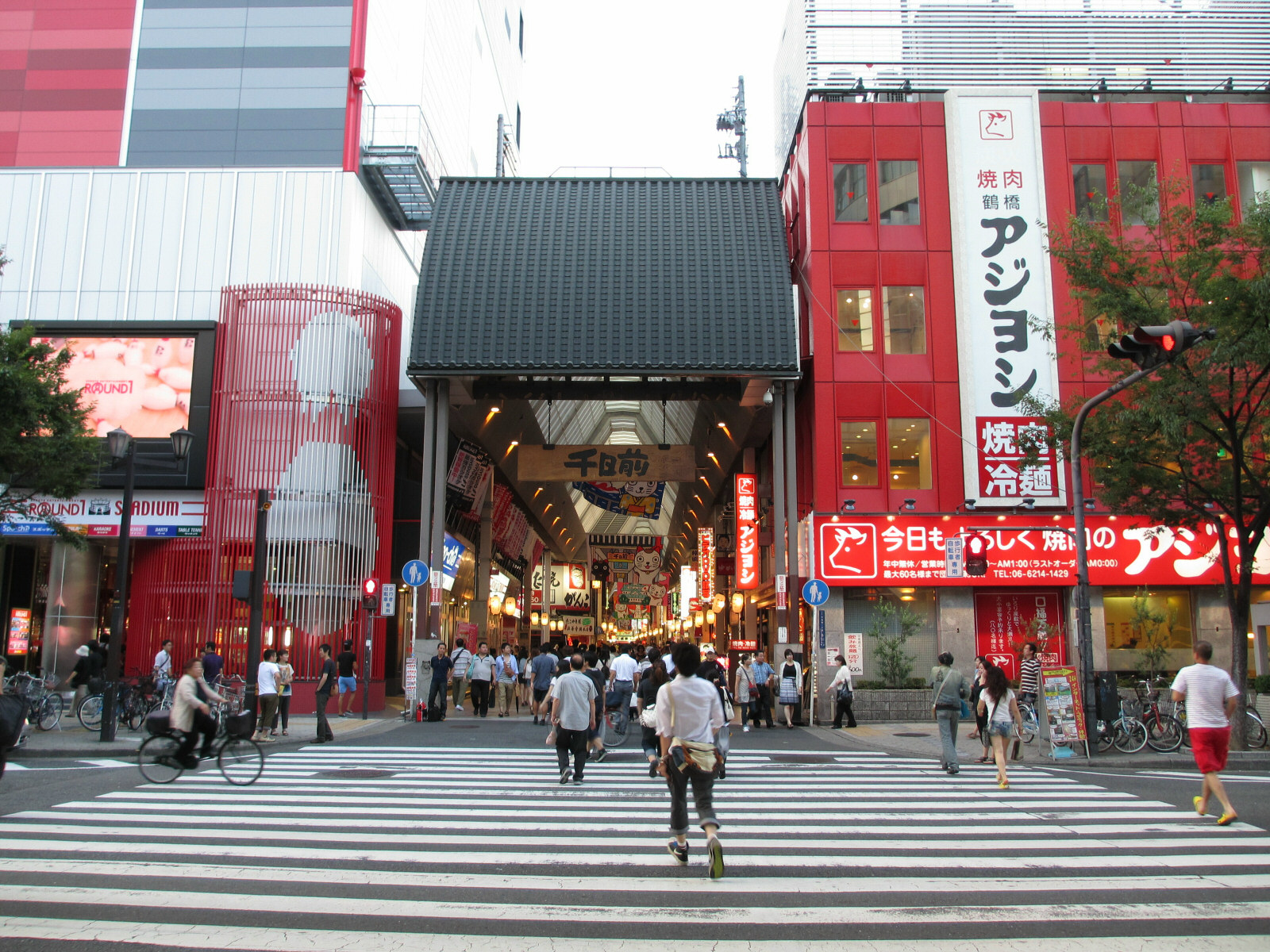

센니치마에(일본어: 千日前)는 일본 오사카부 오사카시 주오구의 지명이다. 도톤보리 남동쪽에 위치하고 있으며, 영화관 등이 많은 오락가이다. 1972년 센니치 백화점 화재로 인해 피해를 본 장소로도 유명하다.